# NN-225
La carretera NN-225 es una vía departamental secundaria del departamento de Rivas, ubicada en el suroeste de Nicaragua. Con una longitud de 6.81 kilómetros, esta carretera conecta comunidades rurales del municipio de San Juan del Sur, mejorando la accesibilidad agrícola y el turismo local. Fue inaugurada en 2024 como parte del proyecto de expansión de la red vial departamental.

## Trazado y cruces
La siguiente tabla muestra el recorrido de la carretera NN-225 y sus principales puntos de conexión:
| km   | Localidad     | Departamento | Conexión / Ruta |
| ---- | ------------- | ------------ | --------------- |
| 0.0  | Cañas Blancas | Rivas        |                 |
| 6.81 | El Rosario    | Rivas        |                 |

## Coordenadas
Uno de los tramos de la NN-225 puede ser encontrado en las coordenadas: 11°16′46″N 85°52′45″O / 11.2794, -85.8792